# إد هولاند
إد هولاند (بالإنجليزية: Ed Holland)‏ هو رسام كارتون أمريكي، ولد في 1918، وتوفي في 2009.